# Jean-Jacques Susini
Jean-Jacques Susini (30 de juliol de 1933 – 3 de juliol de 2017) fou un personatge polític francès, militant i cofundador de l'Organització de l'Exèrcit Secret (OAS), una organització paramilitar que s'oposava independència algeriana des de França.

## Publicacions
- Histoire de l'OAS, La Table ronde, 1964.
- Presses universitaires de France. À qui profite l'inflation ? (en francès), 1985, p. 122. ISBN 2-13-039288-1..
- Amb Bertrand Le Gendre, Confessions du no 2 de l'OAS, Les Arènes, 2012 ISBN 2-352-04188-0.